# Посттравматическое стрессовое расстройство у детей и подростков
Диагноз посттравматического стрессового расстройства был официально включён в Диагностическое и статистическое руководство по психическим расстройствам (версия DSM-III) в 1980 году. При этом в клиническом описании был указан любой возможный возраст (включая детский) на момент начала расстройства. До этого момента лишь очень небольшое количество исследований было посвящено данной проблеме; считалось, что посттравматическое состояние у ребёнка является преходящим и не имеющим долгосрочных последствий. Затем стало ясно, что посттравматический стресс может оказать серьёзное и долговременное негативное влияние на развитие ребёнка. С 1990-х годов проблеме уделяется большое внимание. В DSM-5 (2013) разработаны отдельные диагностические критерии посттравматического стрессового расстройства для детей 6 лет и младше. Критерии для взрослых, подростков и детей старше 6 лет одинаковы.

## Причины психологических травм у детей и подростков

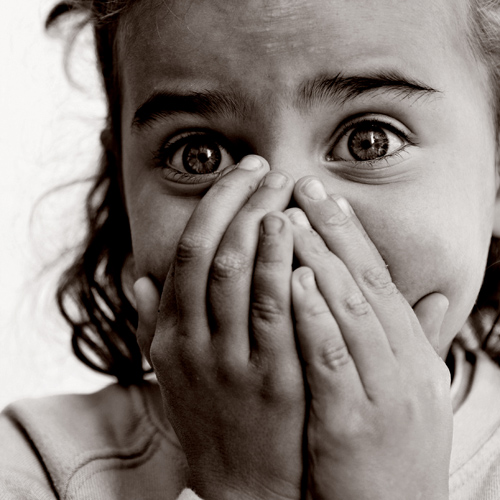
Проявления сильного испуга у ребёнка

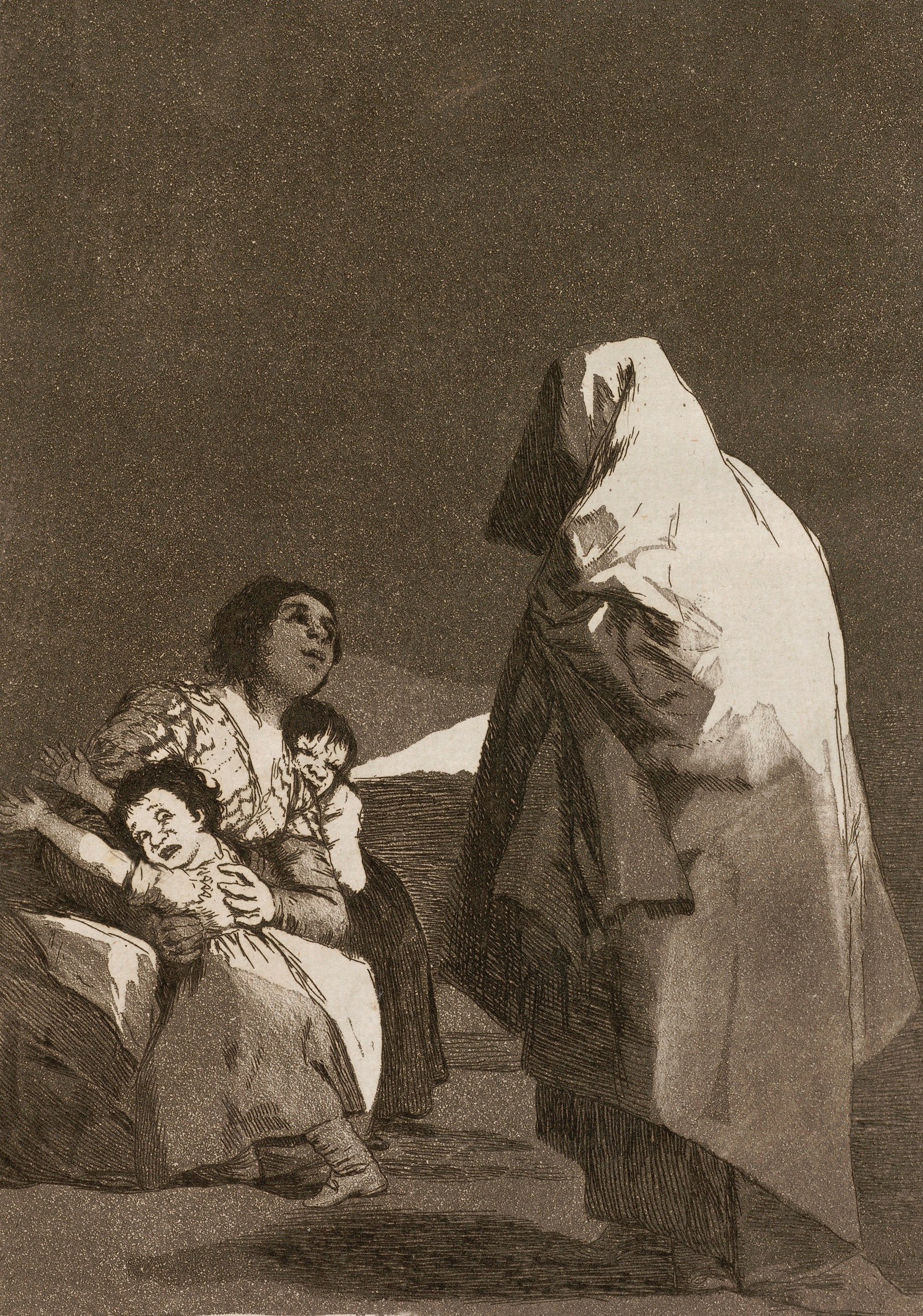
«Приход Буки», Гойя, 1797 год — угроза, в воспитательных целях, отдать ребёнка вымышленному существу может вызвать психологическую травму

Психологическое воздействие травматического события зависит от возраста ребёнка.
Для грудного ребёнка ПТСР может быть связан с влиянием физической болью, расставанием с человеком, который о нём заботился, или неспособностью человека, который о нём заботится, удовлетворить физические и эмоциональные потребности ребёнка (см. Материнская депривация).
Для детей младше 5 лет события, связанные со смертью или угрозой смерти, являются менее травмирующими, чем в более старшем возрасте. Дети младшего возраста переживают смерть близкого человека как травму расставания: они верят, что умерший будет жить в другом мире или что он может вернуться. К 5 годам ребёнок начинает понимать, что смерть означает окончательное исчезновение, но не представляет себе, что умереть может он сам или его родители. С его точки зрения, умирают лишь пожилые люди. Понимание того, что любой может умереть, появляется у ребёнка в возрасте от 5 до 8 лет. Лишь с этого момента события, связанные со смертью или с угрозой смерти, становятся по-настоящему травматичны для ребёнка. Однако представления ребёнка о смерти и страх, связанный с ней, зависят от религиозного контекста, в котором воспитывается ребёнок.
Что касается физических травм, дети младшего возраста не представляют себе, что это может привести к инвалидности, и не испытывают страха по этому поводу. ПТСР в этом возрасте связано в большей степени с физической болью, страхом медицинского вмешательства, и с тем, что вследствие госпитализации ребёнок может оказаться оторванным от семьи и оказаться среди чужих людей. Травмирующим для ребёнка может быть и то, что родители не сумели защитить его от физической травмы, не сумели позаботиться о нём после травмы и отдали его чужим людям.
Ребёнок склонен оценивать опасность происшествия, исходя из эмоциональной реакции взрослых: он будет сильнее травмирован, если взрослые выглядят испуганными и неспособными справиться с ситуацией. Также страх и беспомощность взрослых в момент события сами по себе являются психологической травмой для ребёнка, если он до этого момента верил, что они сильны, ничего не боятся и способны его защитить.
В возрасте от 2 до 7 лет ребёнок верит тому, что говорят взрослые, особенно родители. Поэтому психологической травмой может стать угроза, сказанная в шутку или в воспитательных целях.
У детей младшего возраста ПТСР может быть вызвано длительной иммобилизацией, например, с лечебными целями.
Что касается сексуального насилия над детьми, иногда это событие становится более травмирующим позже, когда по мере взросления ребёнок осознает стыд, связанный с этим.
Если в травматичной ситуации ребенок не плачет, не чувствует боли и выглядит притихшим, то это с большой вероятностью может указывать на шоковую реакцию с возникновением защитной диссоциации (вытеснение чувства страха и боли). В этом случае подавленные эмоции могут долгое время не проявлять себя и выйти наружу значительно позже, в сходной ситуации. При этом индивид может не осознавать связи своих симптомов с детской травмой, она может быть даже забыта на сознательном уровне.
Подростки в целом реагируют на травмы также, как взрослые. Они меньше, чем дети, зависимы от поведения старших в травматической ситуации. Тем не менее, подросток может потерять доверие к людям, если в момент травмы значимые для него люди проявили трусость, недостаток сострадания или эгоизм.

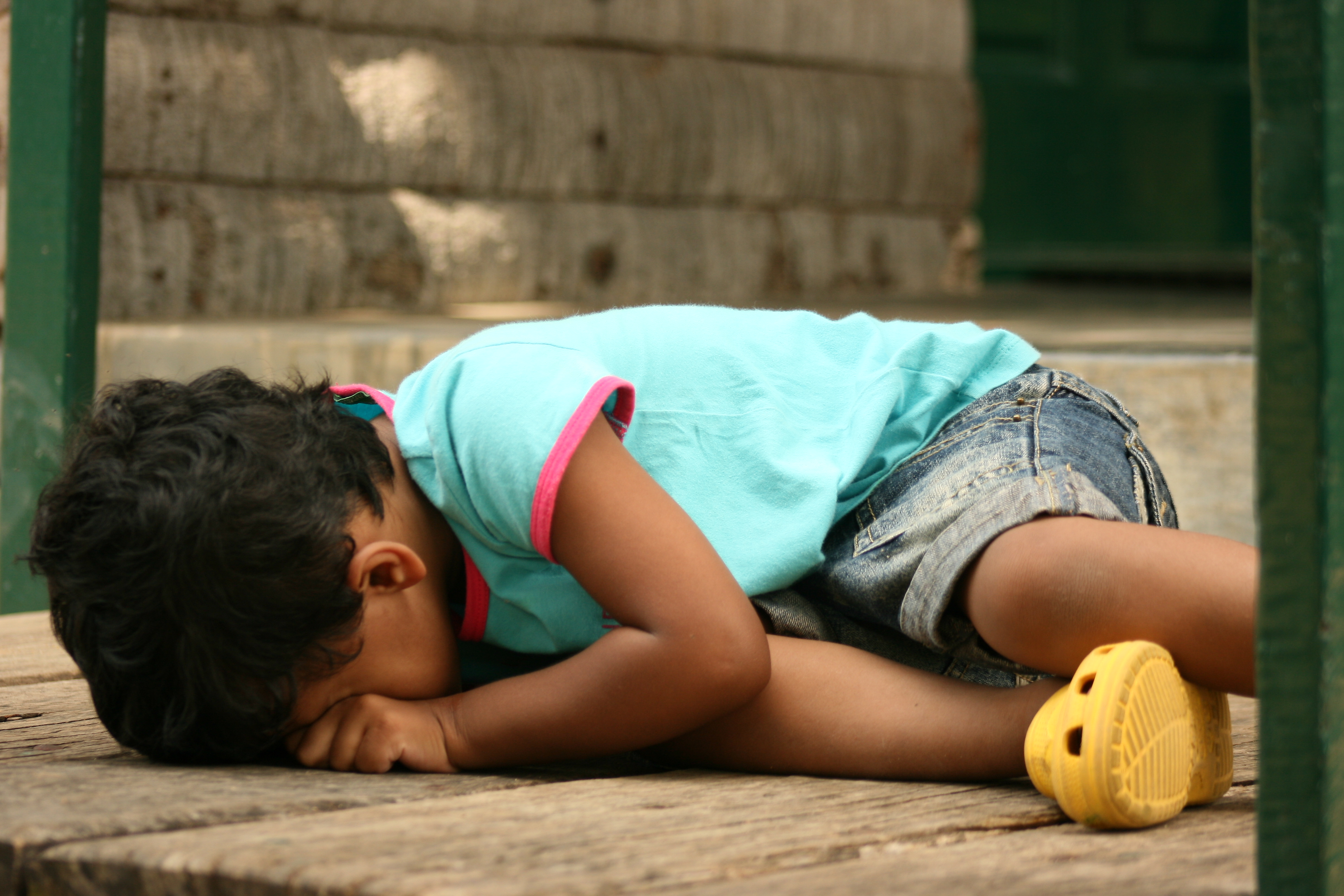
Истерический припадок у ребёнка

## Клиническая картина
У детей чаще, чем у взрослых, посттравматическое стрессовое расстройство вызывает психосоматические расстройства. Также может наблюдаться регрессивное поведение (возврат к поведению, характерному для более раннего возраста) и трудности в школьном обучении.
Травма может наложить отпечаток на дальнейшее развитие ребёнка и даже на формирование определённых черт характера, с риском возникновения расстройства личности (например, с проявлением агрессивности или эмоциональной зависимости). Чем младше ребёнок и чем менее был сформирован его характер до травмы, тем выше этот риск.
В возрасте до 3 лет (на довербальном уровне развития) ребёнок выражает свои эмоции плачем или отклонениями в поведении. В присутствии того, кто причинил ему вред, он плачет или замирает в состоянии сверхбдительности. Если агрессор не является членом семьи, ребёнок проявляет симптомы тревожной привязанности к родным (цепляется за них в присутствии посторонних, тревожится или сердится если его разлучают с ними, боится остаться один). Ребёнок также пугается в незнакомых ситуациях. Депрессивное состояние может выражаться продолжительным монотонным плачем, апатией, потерей интереса к людям, игрушкам, и т. д. Иногда у ребёнка чередуются периоды гиперактивности (моторное возбуждение, повторяющиеся крики, плач) и гипоактивности (самоизоляция, безразличие, вялые медленные жесты, монотонное раскачивание). Может нарушиться координация движений. Регрессия в развитии может проявляться, например, возвратом к сосанию (когда ребёнок уже начал есть твердую пищу), или потерей желания ходить. Аутоагрессия может проявляться в вырывании себе волос, царапаньем себя, кусанием ногтей до крови, нанесением себе ударов; ребёнок также может ударяться головой в стену. Ребёнок может также вести себя агрессивно по отношению ко взрослым или к другим детям. У ребёнка проявляются проблемы со сном (кошмары, отказ спать без взрослых или в темноте, трудности с засыпанием, бессонница или частое пробуждение ночью). Проснувшись, ребёнок может кричать и плакать, или молча глядеть в потолок (этот симптом следует считать более тревожным, чем крики и плач). Ребёнок может отказываться от еды или наоборот, поглощать чрезмерное количество пищи. В тяжёлых случаях может наблюдаться замедление физического развития, вплоть до карликовости.
Ребёнок от 3 до 6 лет уже способен рассказать о том, что с ним случилось и о своих потребностях, но ему трудно выразить свои эмоции. Посттравматические диссоциативные симптомы могут проявляться форме мутизма. Иногда ребёнок не узнает знакомых людей или знакомые места и объекты, или не реагирует на то, что ему говорят. Он может выглядеть дезориентированным или перемещаться в пространстве без определённой цели. Специфическим для детей симптомом ПТСР является отыгрывание травмы в повторяющихся играх или рисунках, уход в воображаемый мир, интенсивная привязанность к переходным объектам. Могут появиться страхи, не имеющие связи с травматическим событием (например, боязнь животных, монстров, незнакомых людей). Проснувшись ночью, ребёнок боится заснуть. Регрессия может проявляться в энурезе, сосании пальца, младенческом лепете вместо речи, чрезмерной зависимости от старших, потере самостоятельности, поиске защиты. Расстройства пищевого поведения могут проявиться снижением аппетита или повышенным аппетитом, с чрезмерным пристрастием к сладостям. Ребёнок может жаловаться на психогенные боли.
В возрасте от 6 до 12 лет ребёнок может проявлять те же симптомы, что и дети более младшего возраста. Однако он более способен понять всю тяжесть случившегося и предвидеть возможные негативные последствия. Более часто, чем у детей младшего возраста, проявляются депрессивные симптомы. В этом возрасте ребёнок также уже способен осознать свою беспомощность в момент события или считать себя виновником случившегося, с потерей самоуважения или чувством вины. Чаще, чем у более младших детей, проявляется желание отомстить агрессору. Это может проявляться не только в агрессивных действиях, но и в символической форме на уровне игры. Некоторые дети под влиянием травмы быстрее взрослеют, что проявляется в большей самостоятельности или в более быстром интеллектуальном развитии.

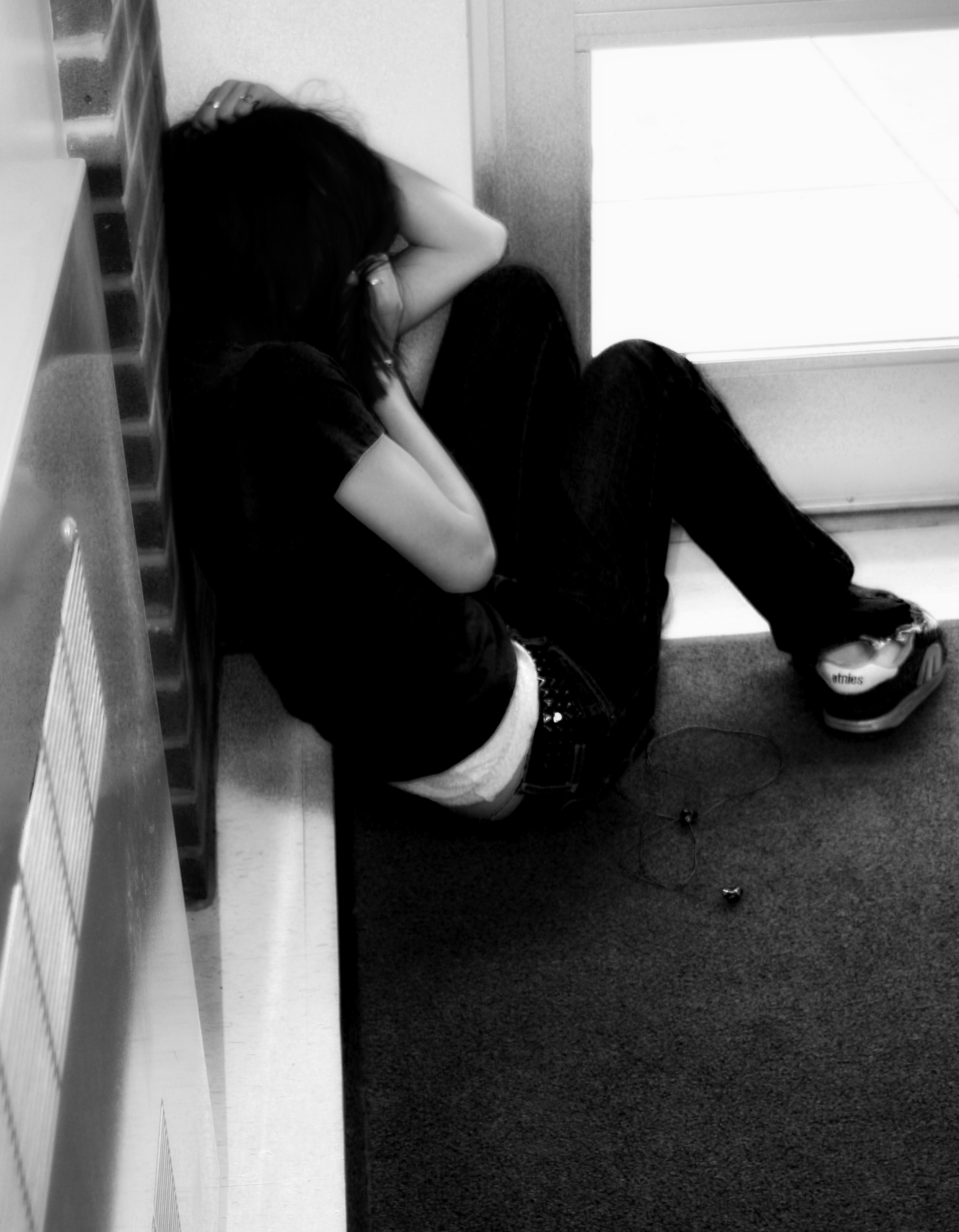
Депрессия у подростка после потери любимого человека

У подростков симптомы ПТСР в целом такие же, как у взрослых. Подростки чаще, чем дети, проявляют симптомы депрессии и генерализованной тревожности. Также чаще проявляются симптомы диссоциации (диссоциативные фуги, ощущение сна наяву, ощущение раздвоения личности[уточнить] или нахождения вне своего тела, состояние отстранённого наблюдения за самим собой). Регрессия проявляется в форме снижения интеллектуальных способностей, с возникновением трудностей в обучении. Кроме того, пессимизм в отношении будущего уменьшает мотивацию к обучению. Подросток испытывает трудности с принятием решений. У подростков чаще, чем у взрослых, проявляется агрессия, аутоагрессия и самоповреждение (например, нанесение себе порезов), антисоциальное или суицидальное поведение, потеря осторожности (употребление психоактивных веществ, незащищённый секс, экстремальный спорт, опасное вождение транспортных средств и т. д.), провокативное поведение. Проблемы со сном чаще, чем в других возрастных группах, проявляются чрезмерной сонливостью, что может быть формой регрессии или стремлением уйти от реальности. Также чаще, чем в других группах, наблюдается анорексия или булимия, что может привести к истощению или ожирению. Предполагается, что иногда у девушек это может быть защитной формой поведения после пережитого сексуального насилия, поскольку девушка боится быть сексуально привлекательной.